# Nicolás Baeza
Nicolás Eduardo Baeza Martínez (Concepción, Chile, 7 de mayo de 1997) es un futbolista profesional chileno que juega de lateral izquierdo en Everton, de la Primera División de Chile.

## Trayectoria

### Inicios
Oriundo del sector de la Candelaria en San Pedro de la Paz, donde desde su origen practicando fútbol en el barrio lo forjaron como jugador:

Jugué hasta los 15 años en mi club, Unión Las Torres. A esa edad no tenía la plata para viajar a Talcahuano a entrenar, pero Huachipato me ayudó y ahí pude seguir viniendo. Siempre jugué de lateral, aunque desde las Sub 17 lo he hecho un poco más de puntero también. Me considero un jugador rápido, técnico y encarador. Lo que más importa en el fútbol es el gol y siempre voy a buscarlo. 

 Relató Baeza al Diario Concepción. 
El jugador llegó a los 10 años de edad a las divisiones inferiores de Huachipato, donde describe su proceso como; 

Un largo tiempo luchando por todos mis sueños. El primero de ellos era debutar.

### Huachipato
Debuta oficialmente como jugador profesional a fines de 2017 ante O’Higgins en Rancagua y ante Colo Colo en el Ester Roa, jugando desde el primer minuto. Ambas fueron derrotas, pero significaron mucho más que eso para Nicolás, el que declaró que “desde niño me propuse jugar en este club. Huachipato me ha dado todo. Esos partidos fueron exigentes”.
Poco a poco, para el año 2018, tomaría ritmo como titular inamovible del equipo, ganando la pulseada por la banda izquierda a jugadores como Claudio Jopia, Juan Córdova o Cristián Gutiérrez.
Desde su debut, su crecimiento ha sido exponencial hasta ocupar la banda izquierda como titular indiscutido del acero, donde ha dicho que ya cumplió un sueño con su debut como profesional y aspira a ir por más, apuntando hacia la selección como otro gran proyecto de su carrera, declarando: “Mi gran meta es llegar a la selección. Por el esfuerzo que ha tenido en toda su carrera, admiro a Alexis Sánchez. En la banda izquierda miro siempre a Marcelo y Jordi Alba y de arriba me gustan Neymar y Mbappé”.

### Deportes La Serena
Luego del ascenso de Deportes La Serena en el verano de 2020, el 28 de enero es anunciado como nuevo refuerzo del conjunto papayero, a título de cesión por una temporada.
Después de una regular campaña en el elenco de la Región de Coquimbo, tras una temporada con gran presencia titular, retornaría al Club Deportivo Huachipato una vez concluido el préstamo.

### Huachipato
Después de su paso por Deportes La Serena, Nicolás Baeza retornaría de su préstamo para volver a jugar por el Club Deportivo Huachipato, en donde para la Temporada 2021, pese a ser regular en su posición como lateral izquierdo, viviría en cancha el descenso del cuadro acerero, situación que posteriormente se revertiría debido al caso Melipilla, club que sería desafiliado y que daría paso a la definición de permanencia en Primera División contra Deportes Copiapó, partido que terminaría ratificando al cuadro de Las Higueras en la máxima categoría del fútbol profesional chileno.
Posteriormente, Baeza sería un titular regular en Huachipato, compitiendo por la banda izquierda con Antonio Castillo. Después de ratificar la permanencia en Primera División, para la Temporada 2022, el elenco acerero realizaría una discreta campaña, culminando en la duodécima posición, más cercano a la zona de descenso que a la de clasificación para torneos internacionales y que culminaría con Mario Salas dejando la banca de Huachipato como DT.
Para la Temporada 2023, con el arribo del DT Gustavo Álvarez, Huachipato tendría un explosivo arranque, ganando sus 4 primeros partidos en donde Baeza fue titular, llamando la atención y consagrando un primer semestre competitivo, siendo los "campeones de invierno". La regularidad en la parte alta de la tabla haría que consecuentemente, Huachipato llegara al último partido de la Temporada 2023 siendo el único competidor para el título tras Cobresal, quién tenía la primera opción debido a que de ganar su último partido serían los campeones de Primera División. Siendo titular en el último partido de liga, contra Audax Italiano y posterior a la derrota de Cobresal ante la Unión Española en Santiago (partido que se jugaba simultáneamente), un 8 de diciembre, Huachipato se consagraría como el campeón de la Primera División 2023 y lograría conseguir su tercer título en la máxima categoría del fútbol chileno.
Nicolás Baeza sería parte del grupo que se consagraría en la historia grande del Club Deportivo Huachipato, siendo un canterano del elenco acerero con una trayectoria de 16 años en el club, donde observó desde la galería del Estadio CAP la consecución del Clausura 2012 siendo parte de la Sub-14 y posteriormente levantó la copa tras 11 años, ahora como jugador en cancha, en la Temporada 2023, declarando que se cumple un sueño y que "Huachipato es un sentimiento".
Junto a Nicolás Baeza, otros canteranos acereros como Martín Parra, Maximiliano Rodríguez, Joaquín Gutiérrez, Guillermo Guaiquil, Javier Altamirano, Claudio Torres, Jimmy Martínez alzarían la copa, reforzando el perfil formador del Club Deportivo Huachipato. Posteriormente, Nicolás Baeza no renovaría con el elenco siderúrgico y seguiría su carrera en Chile, después de 16 años en el elenco acerero y consagrándose como campeón.

### Everton
Durante diciembre de 2023, se oficializaría su llegada al elenco viñamarino, el cual disputaría la Copa Sudamericana 2024.

## Estadísticas
| Club                       | Div.          | Temporada     | Liga  | Liga  | Copas nacionales | Copas nacionales | Torneos internacionales | Torneos internacionales | Total | Total |
| Club                       | Div.          | Temporada     | Part. | Goles | Part.            | Goles            | Part.                   | Goles                   | Part. | Goles |
| -------------------------- | ------------- | ------------- | ----- | ----- | ---------------- | ---------------- | ----------------------- | ----------------------- | ----- | ----- |
| Huachipato · Chile         | 1.ª           | 2017          | 2     | 0     | —                | —                | —                       | —                       | 2     | 0     |
| Huachipato · Chile         | 1.ª           | 2018          | 17    | 0     | 5                | 0                | —                       | —                       | 22    | 0     |
| Huachipato · Chile         | 1.ª           | 2019          | 24    | 1     | 2                | 0                | —                       | —                       | 26    | 1     |
| Deportes La Serena · Chile | 2.ª           | 2020          | 34    | 1     | —                | —                | —                       | —                       | 34    | 1     |
| Deportes La Serena · Chile | Total club    | Total club    | 34    | 1     | 0                | 0                | 0                       | 0                       | 34    | 1     |
| Huachipato · Chile         | 1.ª           | 2021          | 22    | 1     | 8                | 0                | 7                       | 0                       | 37    | 1     |
| Huachipato · Chile         | 1.ª           | 2022          | 0     | 0     | 0                | 0                | —                       | —                       | 0     | 0     |
| Huachipato · Chile         | 1.ª           | 2023          | 0     | 0     | 0                | 0                | —                       | —                       | 0     | 0     |
| Huachipato · Chile         | Total club    | Total club    | 65    | 2     | 15               | 0                | 7                       | 0                       | 87    | 2     |
| Everton · Chile            | 1.ª           | 2024          | 0     | 0     | 0                | 0                | —                       | —                       | 0     | 0     |
| Everton · Chile            | Total club    | Total club    | 0     | 0     | 0                | 0                | 0                       | 0                       | 0     | 0     |
| Total carrera              | Total carrera | Total carrera | 99    | 3     | 15               | 0                | 7                       | 0                       | 121   | 3     |
| 1. 2. 3.                   |               |               |       |       |                  |                  |                         |                         |       |       |

## Palmarés
| Título           | Club       | País  | Año  |
| ---------------- | ---------- | ----- | ---- |
| Primera División | Huachipato | Chile | 2023 |